# Anna Owena Hoyers
Anna Ovena Hoyer, i Sverige, pga. fejllæsning efterhånden kaldet Anna Orena Höijer, (født i Koldenbyttel i Ejdersted 1584, død 27. november 1655), var forfatter (religiøs sværmerske) og digter, oprindeligt fra Ejdersted, som tidligere lå umiddeltbart nord for den dansk-tyske (holstensk-slesvigske) grænse, men derefter bosiddende og aktiv i Sverige. Hoyer, der tilhørte anabaptister, havde forladt Ejdersted på grund af religiøs forfølgelse, efter hun kritiserede Lutheranisme. Derefter bosatte hun sig i Sverige, hvor hun gennem sine skrifter udtrykte sin overbevisning i "sværm og sekterisk" tone.